# 甲斐彰
甲斐 彰（かい あきら、1950年 - ）は日本の写真家、フービズム(HOOBISM)作家。　　

## 来歴
群馬県藤岡市出身。高校時代の山での遭難、10年間にわたる長い闘病の時代を経て、写真史における自己の果たすべき役割を確信した。
フリーランスフォトグラファー、クリエイティブディレクターを経て、1988年、デジタルによる写真の表現領域の拡張に資するため、日本初のデジタルイメージング専門カンパニーであるフォートン株式会社を設立。
2000年、50歳を機に、本格的に創作活動を開始。絵画と写真と3DCGを融合させた全く新しいビジュアル表現「フービズム」作品を発表。精力的に創作を続けている。

### 年譜
- 1950年 - 群馬県藤岡市に生まれる
- 1972年 - 日本大学芸術学部写真学科卒、フリーランスフォトグラファーとして活動
- 1988年 - 日本初のデジタルイメージング専門カンパニー フォートン株式会社を設立
- 1991年 - 大日本スクリーン製造株式会社 カレンダー作品を担当
- 1993年 - ドイツの写真誌「PHOTO TECHNIK INTERNATIONAL」表紙に作品が取り上げられる[1]
- 2000年 - フォートン経営のかたわら本格的に創作活動に入る。
- 2004年9月 - 初の写真集「フービズム-風美主義-」(リトルモア刊)を上梓。[2]
- 2004年9月 - 東急文化村 Bunkamura Gallery(東京渋谷)にて初の個展。
- 2005年2月 - キヤノンSタワーでの「Canon Visual Impression 2005」 -13人のアーティストによるグループ展に参加。
- 2005年9月 - 国際福祉機器展公式ポスターの作品を担当。
- 2005年9月 - Canon Expo 2005(ニューヨーク・パリ・東京)にて作品を発表。
- 2005年10月 - 東急文化村 Bunkamura Gallery(東京渋谷)にて2回めの個展。
- 2006年3月 - キヤノンSタワーオープンギャラリー(東京品川)にて2人展。
- 2006年3月 - 六本木ヒルズ「ハートランド」(東京港区)にて個展。
- 2007年3月 - 六本木ヒルズ「ハートランド」(東京港区)にて個展。
- 2007年10月 - 2冊目の作品集「THE DANCING WIND」(求龍堂刊)を上梓。[3]
- 2010年 - 東洋インキグループ カレンダーの作品を担当。
- 2010年8月 - 「The Complete Photographer」(Tom Ang著　Dorling Kindersley Books UK刊)にて世界の20人のトップフォトグラファーの一人として紹介される。[4]
- 2011年 - 世界初の「静止画と同等レベルの動画レタッチ技術」の開発に成功し、これを発表。
- 2016年 - 株式会社小森コーポレーション カレンダーの作品を担当。
- 2020年 - 香港映画にてアジア初のフェイスダブルVFX(演者の顔を別人の顔にする技術)を手掛ける。
- 2021年 - 広告業界の専門誌「COMMERCIAL PHOTO」2021年7月号にて「フォートンに学ぶ人物レタッチの極意」が巻頭65頁で特集される[5]。

## 受賞歴
- 1989年 - FROM A THE ART日本 - フォトグラフ部門優秀賞
- 2002年 - APA賞 - 金丸重嶺賞
- 2003年 - APA賞 - 公共広告部門賞
- 2004年 - APA賞 - 公共広告部門奨励賞 - 史上初3年連続
- 2008年 - 第42回造本装幀コンクール展 - 芸術書部門/日本出版書籍協会理事長賞 受賞（「THE DANCING WIND」 求龍堂刊）
- 2009年 - 第61回全国カレンダー展 - 日本印刷産業連合会会長賞（2010年東洋インキグループカレンダー）
- 2015年 - 第52回大鐘賞映画祭 - 先端技術特別賞（韓国映画『国際市場で逢いましょう』）